# Copa nord-irlandesa de futbol
La Copa nord irlandesa de futbol o Irish Football Association Challenge Cup, anomenada per motius històrics Irish Cup (copa irlandesa), és una competició futbolística per eliminatòries que es disputa a Irlanda del Nord. El campió obté una plaça per participar en la Copa de la UEFA.
Des del 3 d'octubre de 2023 el patrocinador és Clearer Water. Anteriorment havia estat patrocinada per Nationwide Building Society, Bass Ireland Ltd, JJB Sports, Tennent's Lager, Sadler's Peaky Blinder i Samuel Gelston's Irish Whiskey.

## Història
Va ser creada l'any 1881, essent la quarta competició de futbol més antiga del món. El primer campió fou el Moyola Park del comtat de Derry. La competició només va ser suspesa durant les Guerres Mundials
Abans de la partició de l'illa el 1921, la competició era tant per a clubs del nord com del sud, tot i que els grans dominadors eren els equips del nord. Només en quatre ocasions clubs de l'actual República d'Irlanda van guanyar la competició. Aquests foren: Shelbourne (de Dublín) el 1906, 1911 i 1920); i el Bohemians (també de Dublín) l'any 1908.
Durant els primers anys cal destacar la participació d'alguns regiments militars britànics, estacionats a Irlanda, com ara Gordon Highlanders el 1890, Black Watch el 1892 o Sherwood Foresters el 1897. Gordon Highlanders fou l'únic equip militar que guanyà el campionat.
Actualment és patrocinada per JJB Sports. Anteriorment ho fou per Nationwide Building Society i Bass Ireland Ltd.

## Historial
Font:
| Temporada    | Campió                 | Resultat                | Finalista               | Seu                                      |
| ------------ | ---------------------- | ----------------------- | ----------------------- | ---------------------------------------- |
| 1880-81      | Moyola Park (1)        | 1-0                     | Cliftonville            | Cliftonville Cricket Ground, Belfast     |
| 1881-82      | Queen's Island (1)     | 2-1                     | Cliftonville            | Ulster Cricket G., Ballynafeigh, Belfast |
| 1882-83      | Cliftonville (1)       | 5-0                     | Ulster                  | Bloomfield Ground, Knock, Belfast        |
| 1883-84      | Distillery (1)         | 5-0                     | Wellington Park         | Ulster Cricket G., Ballynafeigh, Belfast |
| 1884-85      | Distillery (2)         | 2-0                     | Limavady United         | Ulster Cricket G., Ballynafeigh, Belfast |
| 1885-86      | Distillery (3)         | 1-0                     | Limavady United         | Ulster Cricket G., Ballynafeigh, Belfast |
| 1886-87      | Ulster (1)             | 3-0                     | Cliftonville            | Broadway Ground, Belfast                 |
| 1887-88      | Cliftonville (2)       | 2-1                     | Distillery              | Ulster Cricket G., Ballynafeigh, Belfast |
| 1888-89      | Distillery (4)         | 5-4                     | YMCA                    | Ulster Cricket G., Ballynafeigh, Belfast |
| 1889-90      | Gordon Highlanders (1) | 2-2                     | Cliftonville            | Ulster Cricket G., Ballynafeigh, Belfast |
| Repetició    | Gordon Highlanders (1) | 3-1                     | Cliftonville            | Ulsterville, Belfast                     |
| 1890-91      | Linfield (1)           | 4-2                     | Ulster                  | Solitude, Belfast                        |
| 1891-92      | Linfield (2)           | 7-0                     | The Black Watch         | Solitude, Belfast                        |
| 1892-93      | Linfield (3)           | 5-1                     | Cliftonville            | Solitude, Belfast                        |
| 1893-94      | Distillery (5)         | 2-2                     | Linfield                | Solitude, Belfast                        |
| Repetició    | Distillery (5)         | 3-2                     | Linfield                | Solitude, Belfast                        |
| 1894-95      | Linfield (4)           | 10-1                    | Bohemians               | Solitude, Belfast                        |
| 1895-96      | Distillery (6)         | 3-1                     | Glentoran               | Solitude, Belfast                        |
| 1896-97      | Cliftonville (3)       | 3-1                     | Sherwood Foresters      | Grosvenor Park, Belfast                  |
| 1897-98      | Linfield (5)           | 2-0                     | St Columb's Hall Celtic | The Oval, Belfast                        |
| 1898-99      | Linfield (6)           | 2-1                     | Glentoran               | Solitude, Belfast                        |
| 1899-00      | Cliftonville (4)       | 2-1                     | Bohemians               | Grosvenor Park, Belfast                  |
| 1900-01      | Cliftonville (5)       | 1-0                     | Freebooters             | Grosvenor Park, Belfast                  |
| 1901-02      | Linfield (7)           | 5-0                     | Distillery              | Solitude, Belfast                        |
| 1902-03      | Distillery (7)         | 3-1                     | Bohemians               | Dalymount Park, Dublin                   |
| 1903-04      | Linfield (8)           | 5-1                     | Derry Celtic            | Grosvenor Park, Belfast                  |
| 1904-05      | Distillery (8)         | 3-0                     | Shelbourne              | Solitude, Belfast                        |
| 1905-06      | Shelbourne (1)         | 2-0                     | Belfast Celtic          | Dalymount Park, Dublín                   |
| 1906-07      | Cliftonville (6)       | 1-0                     | Shelbourne              | Celtic Park, Belfast                     |
| Repetició    | Cliftonville (6)       | 1-0                     | Shelbourne              | Dalymount Park, Dublín                   |
| 1907-08      | Bohemians (1)          | 1-1                     | Shelbourne              | Dalymount Park, Dublín                   |
| Repetició    | Bohemians (1)          | 3-1                     | Shelbourne              | Dalymount Park, Dublín                   |
| 1908-09      | Cliftonville (7)       | 0-0                     | Bohemians               | Windsor Park, Belfast                    |
| Repetició    | Cliftonville (7)       | 2-1                     | Bohemians               | Dalymount Park, Dublin                   |
| 1909-10      | Distillery (9)         | 1-0                     | Cliftonville            | The Oval, Belfast                        |
| 1910-11      | Shelbourne (2)         | 0-0                     | Bohemians               | Dalymount Park, Dublín                   |
| Repetició    | Shelbourne (2)         | 2-1                     | Bohemians               | Dalymount Park, Dublín                   |
| 1911-12      | Linfield (9)           | No es disputà la final. | No es disputà la final. | No es disputà la final.                  |
| 1912-13      | Linfield (10)          | 2-0                     | Glentoran               | Celtic Park                              |
| 1913-14      | Glentoran (1)          | 3-1                     | Linfield                | Grosvenor Park, Belfast                  |
| 1914-15      | Linfield (11)          | 1-0                     | Belfast Celtic          | Solitude, Belfast                        |
| 1915-16      | Linfield (12)          | 1-1                     | Glentoran               | Celtic Park                              |
| Repetició    | Linfield (12)          | 1-0                     | Glentoran               | Grosvenor Park, Belfast                  |
| 1916-17      | Glentoran (2)          | 2-0                     | Belfast Celtic          | Windsor Park, Belfast                    |
| 1917-18      | Belfast Celtic (1)     | 0-0                     | Linfield                | The Oval, Belfast                        |
| Repetició    | Belfast Celtic (1)     | 0-0                     | Linfield                | Solitude, Belfast                        |
| 2a repetició | Belfast Celtic (1)     | 2-0                     | Linfield                | Grosvenor Park, Belfast                  |
| 1918-19      | Linfield (13)          | 1-1                     | Glentoran               | Celtic Park, Belfast                     |
| Repetició    | Linfield (13)          | 0-0                     | Glentoran               | Grosvenor Park, Belfast                  |
| 2a repetició | Linfield (13)          | 2-1                     | Glentoran               | Solitude, Belfast                        |
| 1919-20      | Shelbourne (3)         | No es disputà la final. | No es disputà la final. | No es disputà la final.                  |
| 1920-21      | Glentoran (3)          | 2-0                     | Glenavon                | Windsor Park, Belfast                    |
| 1921-22      | Linfield (14)          | 2-0                     | Glenavon                | Solitude, Belfast                        |
| 1922-23      | Linfield (15)          | 2-0                     | Glentoran               | Solitude, Belfast                        |
| 1923-24      | Queen's Island (2)     | 1-0                     | Willowfield             | Windsor Park, Belfast                    |
| 1924-25      | Distillery (10)        | 2-1                     | Glentoran               | Solitude, Belfast                        |
| 1925-26      | Belfast Celtic (2)     | 3-2                     | Linfield                | Solitude, Belfast                        |
| 1926-27      | Ards (1)               | 3-2                     | Cliftonville            | The Oval, Belfast                        |
| 1927-28      | Willowfield (1)        | 1-0                     | Larne                   | Windsor Park, Belfast                    |
| 1928-29      | Ballymena United (1)   | 2-1                     | Belfast Celtic          | Solitude, Belfast                        |
| 1929-30      | Linfield (16)          | 4-3                     | Ballymena United        | Celtic Park, Belfast                     |
| 1930-31      | Linfield (17)          | 3-0                     | Ballymena United        | The Oval, Belfast                        |
| 1931-32      | Glentoran (4)          | 2-1                     | Linfield                | Celtic Park, Belfast                     |
| 1932-33      | Glentoran (5)          | 3-1                     | Distillery              | Windsor Park, Belfast                    |
| Repetició    | Glentoran (5)          | 3-1                     | Distillery              | Windsor Park, Belfast                    |
| 2a repetició | Glentoran (5)          | 3-1                     | Distillery              | Windsor Park, Belfast                    |
| 1933-34      | Linfield (18)          | 4-0                     | Cliftonville            | The Oval, Belfast                        |
| 1934-35      | Glentoran (6)          | 1-1                     | Larne                   | Windsor Park, Belfast                    |
| Repetició    | Glentoran (6)          | 1-1                     | Larne                   | Windsor Park, Belfast                    |
| 2a repetició | Glentoran (6)          | 1-0                     | Larne                   | Windsor Park, Belfast                    |
| 1935-36      | Linfield (19)          | 0-0                     | Derry City              | Celtic Park, Belfast                     |
| Repetició    | Linfield (19)          | 2-0                     | Derry City              | Celtic Park, Belfast                     |
| 1936-37      | Belfast Celtic (3)     | 3-0                     | Linfield                | The Oval, Belfast                        |
| 1937-38      | Belfast Celtic (4)     | 0-0                     | Bangor                  | Solitude, Belfast                        |
| Repetició    | Belfast Celtic (4)     | 2-0                     | Bangor                  | Solitude, Belfast                        |
| 1938-39      | Linfield (20)          | 2-0                     | Ballymena United        | Solitude, Belfast                        |
| 1939-40      | Ballymena United (2)   | 2-0                     | Glenavon                | Windsor Park, Belfast                    |
| 1940-41      | Belfast Celtic (5)     | 1-0                     | Linfield                | Windsor Park, Belfast                    |
| 1941-42      | Linfield (21)          | 3-1                     | Glentoran               | Celtic Park, Belfast                     |
| 1942-43      | Belfast Celtic (6)     | 1-0                     | Glentoran               | Windsor Park, Belfast                    |
| 1943-44      | Belfast Celtic (7)     | 3-1                     | Linfield                | Windsor Park, Belfast                    |
| 1944-45      | Linfield (22)          | 4-2                     | Glentoran               | Celtic Park, Belfast                     |
| 1945-46      | Linfield (23)          | 3-0                     | Distillery              | Celtic Park, Belfast                     |
| 1946-47      | Belfast Celtic (8)     | 1-0                     | Glentoran               | Windsor Park, Belfast                    |
| 1947-48      | Linfield (24)          | 3-0                     | Coleraine               | Celtic Park, Belfast                     |
| 1948-49      | Derry City (1)         | 1-0                     | Glentoran               | Windsor Park, Belfast                    |
| 1949-50      | Linfield (25)          | 2-1                     | Distillery              | Windsor Park, Belfast                    |
| 1950-51      | Glentoran (7)          | 3-1                     | Ballymena United        | Windsor Park, Belfast                    |
| 1951-52      | Ards (2)               | 1-0                     | Glentoran               | Windsor Park, Belfast                    |
| 1952-53      | Linfield (26)          | 5-0                     | Coleraine               | Solitude, Belfast                        |
| 1953-54      | Derry City (2)         | 2-2                     | Glentoran               | Windsor Park, Belfast                    |
| Repetició    | Derry City (2)         | 0-0                     | Glentoran               | Windsor Park, Belfast                    |
| 2a repetició | Derry City (2)         | 1-0                     | Glentoran               | Windsor Park, Belfast                    |
| 1954-55      | Dundela (1)            | 3-0                     | Glenavon                | Windsor Park, Belfast                    |
| 1955-56      | Distillery (11)        | 2-2                     | Glentoran               | Windsor Park, Belfast                    |
| Repetició    | Distillery (11)        | 0-0                     | Glentoran               | Windsor Park, Belfast                    |
| 2a repetició | Distillery (11)        | 1-0                     | Glentoran               | Windsor Park, Belfast                    |
| 1956-57      | Glenavon (1)           | 2-0                     | Derry City              | Windsor Park, Belfast                    |
| 1957-58      | Ballymena United (3)   | 2-0                     | Linfield                | The Oval, Belfast                        |
| 1958-59      | Glenavon (2)           | 1-1                     | Ballymena United        | Windsor Park, Belfast                    |
| Repetició    | Glenavon (2)           | 2-0                     | Ballymena United        | Windsor Park, Belfast                    |
| 1959-60      | Linfield (27)          | 5-1                     | Ards                    | The Oval, Belfast                        |
| 1960-61      | Glenavon (3)           | 5-1                     | Linfield                | Solitude, Belfast                        |
| 1961-62      | Linfield (28)          | 4-0                     | Portadown               | The Oval, Belfast                        |
| 1962-63      | Linfield (29)          | 2-1                     | Distillery              | The Oval, Belfast                        |
| 1963-64      | Derry City (3)         | 2-0                     | Glentoran               | Windsor Park, Belfast                    |
| 1964-65      | Coleraine (1)          | 2-1                     | Glenavon                | Windsor Park, Belfast                    |
| 1965-66      | Glentoran (8)          | 2-0                     | Linfield                | The Oval, Belfast                        |
| 1966-67      | Crusaders (1)          | 3-1                     | Glentoran               | Windsor Park, Belfast                    |
| 1967-68      | Crusaders (2)          | 2-0                     | Linfield                | The Oval, Belfast                        |
| 1968-69      | Ards (3)               | 0-0                     | Distillery              | Windsor Park, Belfast                    |
| Repetició    | Ards (3)               | 4-2                     | Distillery              | Windsor Park, Belfast                    |
| 1969-70      | Linfield (30)          | 2-1                     | Ballymena United        | Solitude, Belfast                        |
| 1970-71      | Distillery (12)        | 3-0                     | Derry City              | Windsor Park, Belfast                    |
| 1971-72      | Coleraine (2)          | 2-1                     | Portadown               | Windsor Park, Belfast                    |
| 1972-73      | Glentoran (9)          | 3-2                     | Linfield                | Windsor Park, Belfast                    |
| 1973-74      | Ards (4)               | 2-1                     | Ballymena United        | Windsor Park, Belfast                    |
| 1974-75      | Coleraine (3)          | 1-1                     | Linfield                | The Showgrounds, Ballymena               |
| Repetició    | Coleraine (3)          | 0-0                     | Linfield                | The Showgrounds, Ballymena               |
| 2a repetició | Coleraine (3)          | 1-0                     | Linfield                | The Showgrounds, Ballymena               |
| 1975-76      | Carrick Rangers (1)    | 2-1                     | Linfield                | The Oval, Belfast                        |
| 1976-77      | Coleraine (4)          | 4-1                     | Linfield                | The Oval, Belfast                        |
| 1977-78      | Linfield (31)          | 3-1                     | Ballymena United        | The Oval, Belfast                        |
| 1978-79      | Cliftonville (8)       | 3-2                     | Portadown               | Windsor Park, Belfast                    |
| 1979-80      | Linfield (32)          | 2-0                     | Crusaders               | The Oval, Belfast                        |
| 1980-81      | Ballymena United (4)   | 1-0                     | Glenavon                | Windsor Park, Belfast                    |
| 1981-82      | Linfield (33)          | 2-1                     | Coleraine               | The Oval, Belfast                        |
| 1982-83      | Glentoran (10)         | 1-1                     | Linfield                | Windsor Park, Belfast                    |
| Repetició    | Glentoran (10)         | 2-1                     | Linfield                | The Oval, Belfast                        |
| 1983-84      | Ballymena United (5)   | 4-1                     | Carrick Rangers         | Windsor Park, Belfast                    |
| 1984-85      | Glentoran (11)         | 1-1                     | Linfield                | The Oval, Belfast                        |
| Repetició    | Glentoran (11)         | 1-0                     | Linfield                | Windsor Park, Belfast                    |
| 1985-86      | Glentoran (12)         | 4-1                     | Coleraine               | Windsor Park, Belfast                    |
| 1986-87      | Glentoran (13)         | 1-0                     | Larne                   | Windsor Park, Belfast                    |
| 1987-88      | Glentoran (14)         | 1-0                     | Glenavon                | Windsor Park, Belfast                    |
| 1988-89      | Ballymena United (6)   | 1-0                     | Larne                   | The Oval, Belfast                        |
| 1989-90      | Glentoran (15)         | 3-0                     | Portadown               | Windsor Park, Belfast                    |
| 1990-91      | Portadown (1)          | 2-1                     | Glenavon                | Windsor Park, Belfast                    |
| 1991-92      | Glenavon (4)           | 2-1                     | Linfield                | The Oval, Belfast                        |
| 1992-93      | Bangor (1)             | 1-1 (prò.)              | Ards                    | Windsor Park, Belfast                    |
| Repetició    | Bangor (1)             | 1-1 (prò.)              | Ards                    | Windsor Park, Belfast                    |
| 2a repetició | Bangor (1)             | 1-0                     | Ards                    | Windsor Park, Belfast                    |
| 1993-94      | Linfield (34)          | 2-0                     | Bangor                  | The Oval, Belfast                        |
| 1994-95      | Linfield (35)          | 3-1                     | Carrick Rangers         | The Oval, Belfast                        |
| 1995-96      | Glentoran (16)         | 1-0                     | Glenavon                | Windsor Park, Belfast                    |
| 1996-97      | Glenavon (5)           | 1-0                     | Cliftonville            | Windsor Park, Belfast                    |
| 1997-98      | Glentoran (17)         | 1-0 (prò.)              | Glenavon                | Windsor Park, Belfast                    |
| 1998-99      | Portadown (2)          | No es disputà la final. | No es disputà la final. | No es disputà la final.                  |
| 1999-00      | Glentoran (18)         | 1-0                     | Portadown               | Windsor Park, Belfast                    |
| 2000-01      | Glentoran (36)         | 1-0 (prò.)              | Linfield                | Windsor Park, Belfast                    |
| 2001-02      | Linfield (36)          | 2-1                     | Portadown               | Windsor Park, Belfast                    |
| 2002-03      | Coleraine (5)          | 1-0                     | Glentoran               | Windsor Park, Belfast                    |
| 2003-04      | Glentoran (20)         | 1-0                     | Coleraine               | Windsor Park, Belfast                    |
| 2004-05      | Portadown (3)          | 5-1                     | Larne                   | Windsor Park, Belfast                    |
| 2005-06      | Linfield (37)          | 2-1                     | Glentoran               | Windsor Park, Belfast                    |
| 2006-07      | Linfield (38)          | 2-2 (prò.) ( 3-2 p)     | Dungannon Swifts        | Windsor Park, Belfast                    |
| 2007-08      | Linfield (39)          | 2-1                     | Coleraine               | Windsor Park, Belfast                    |
| 2008-09      | Crusaders (3)          | 1-0                     | Cliftonville            | Windsor Park, Belfast                    |
| 2009-10      | Linfield (40)          | 2-1                     | Portadown               | Windsor Park, Belfast                    |
| 2010-11      | Linfield (41)          | 2-1                     | Crusaders               | Windsor Park, Belfast                    |
| 2011-12      | Linfield (42)          | 4-1                     | Crusaders               | Windsor Park, Belfast                    |
| 2012-13      | Glentoran (21)         | 3-1 (prò.)              | Cliftonville            | Windsor Park, Belfast                    |
| 2013-14      | Glenavon (6)           | 2-1                     | Ballymena United        | Windsor Park, Belfast                    |
| 2014-15      | Glentoran (22)         | 1-0                     | Portadown               | The Oval, Belfast                        |
| 2015-16      | Glenavon (7)           | 2-0                     | Linfield                | Windsor Park, Belfast                    |
| 2016-17      | Linfield (43)          | 3-0                     | Coleraine               | Windsor Park, Belfast                    |
| 2017-18      | Coleraine (6)          | 3-1                     | Cliftonville            | Windsor Park, Belfast                    |
| 2018-19      | Crusaders (4)          | 3-0                     | Ballinamallard United   | Windsor Park, Belfast                    |
| 2019-20      | Glentoran (23)         | 2-1 (prò.)              | Ballymena United        | Windsor Park, Belfast                    |
| 2020-21      | Linfield (44)          | 2-1                     | Larne                   | Mourneview Park, Lurgan                  |
| 2021-22      | Crusaders (5)          | 2-1 (prò.)              | Ballymena United        | Windsor Park, Belfast                    |
| 2022-23      | Crusaders (6)          | 4-0                     | Ballymena United        | Windsor Park, Belfast                    |
| 2023-24      | Cliftonville (9)       | 3-1 (prò.)              | Linfield                | Windsor Park, Belfast                    |